# Veliki Izvor
Veliki Izvor (em cirílico: Велики Извор) é uma vila da Sérvia localizada no município de Zaječar, pertencente ao distrito de Zaječar, na região de Timočka Krajina. A sua população era de 2373 habitantes segundo o censo de 2011.

## Demografia
| 1948 | 1953 | 1961 | 1971 | 1981 | 1991 | 2002 | 2011 |
| ---- | ---- | ---- | ---- | ---- | ---- | ---- | ---- |
| 3758 | 3676 | 3598 | 3363 | 3062 | 2945 | 2684 | 2373 |